# Mirkovec
Mirkovec – wieś w Chorwacji, w żupanii krapińsko-zagorskiej, w gminie Sveti Križ Začretje. W 2011 roku liczyła 476 mieszkańców.